# Brian Doyle (baseball)
Pour les articles homonymes, voir Brian Doyle et Doyle.
Brian Reed Doyle (né le 26 janvier 1954 à Glasgow, Kentucky, États-Unis) est un ancien joueur professionnel de baseball.
Joueur de deuxième but, il connaît une brève carrière dans la Ligue majeure de baseball, de 1978 à 1981. Frappeur dont la moyenne au bâton en carrière ne s'élève qu'à ,161 en 110 matchs joués, Doyle est surtout connu pour ses performances offensives remarquables durant la Série mondiale 1978,,,, gagnée par les Yankees de New York.

## Carrière
Brian Doyle est repêché par les Rangers du Texas au 4e tour de sélection en 1972. Il amorce sa carrière professionnelle avec des clubs mineurs affiliés aux Rangers puis, avec le joueur de champ intérieur Greg Pryor, est échangé aux Yankees de New York le 17 février 1977 contre le vétéran joueur de deuxième but Sandy Alomar.
Doyle joue son premier match dans le baseball majeur le 30 avril 1978 avec les Yankees. En 4 années dans les majeures, il évolue pour les Yankees de 1978 à 1980, puis dispute 17 matchs à sa dernière saison en 1981 avec les Athletics d'Oakland. Il réussit 32 coups sûrs durant sa carrière, dont un seul coup de circuit, en plus de cumuler 18 points marqués et 13 points produits.
Lors de la Série mondiale 1978 gagnée par les Yankees sur les Dodgers de Los Angeles, Brian Doyle est appelé à remplacer la vedette Willie Randolph, le joueur de deuxième but étoile qui s'est blessé. Doyle maintient une moyenne au bâton de ,438 avec 6 simples, un double, 4 points marqués et deux points produits en 6 matchs. Bucky Dent des Yankees est cependant nommé joueur par excellence de la Série mondiale cette année-là.

## Vie personnelle
Brian Doyle à un frère jumeau, Blake Doyle, qui joue dans les ligues mineures de baseball au poste de deuxième but puis devient instructeur. Leur frère Denny Doyle, de 11 ans leur aîné, évolue dans les Ligues majeures de baseball de 1970 à 1977, également au poste de deuxième but. Les trois frères ont fondé à l'été 1978 une école de baseball originellement appelée Florida Professional Baseball School et nommée Doyle Baseball depuis 1980.
En 1995, à l'âge de 40 ans, Brian Doyle est atteint d'une leucémie et a le dessus sur la maladie malgré les sombres pronostics des médecins qui ne lui donnaient que 6 mois à vivre. Durant les 9 mois de chimiothérapie auxquels il se soumet, il reçoit chaque jour un appel d'encouragement de son ancien patron, le propriétaire des Yankees George Steinbrenner. En 2014, Doyle reçoit un diagnostic de maladie de Parkinson.